# Quercus garryana
Quercus garryana là một loài thực vật có hoa trong họ Cử. Loài này được Douglas ex Hook. miêu tả khoa học đầu tiên năm 1839.

## Hình ảnh

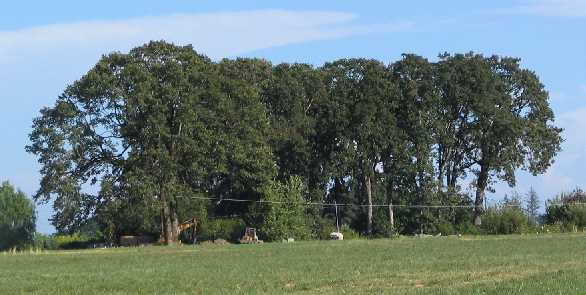
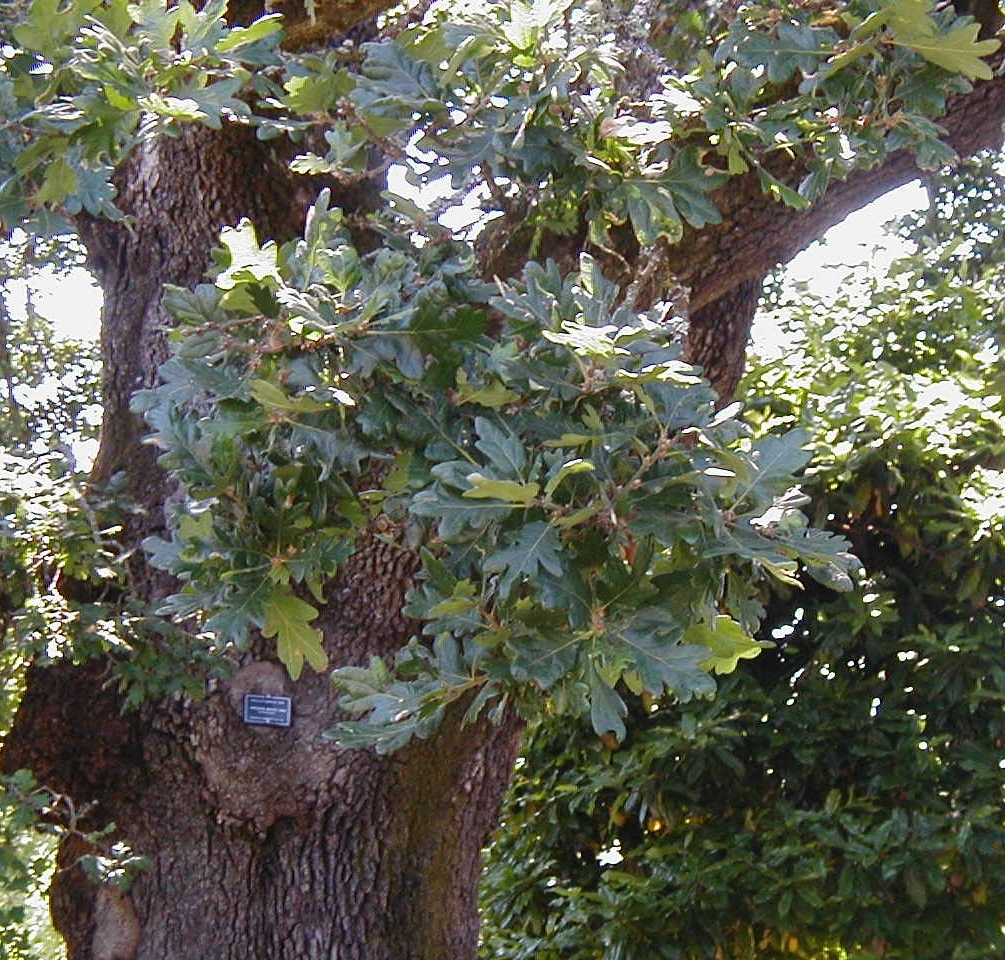
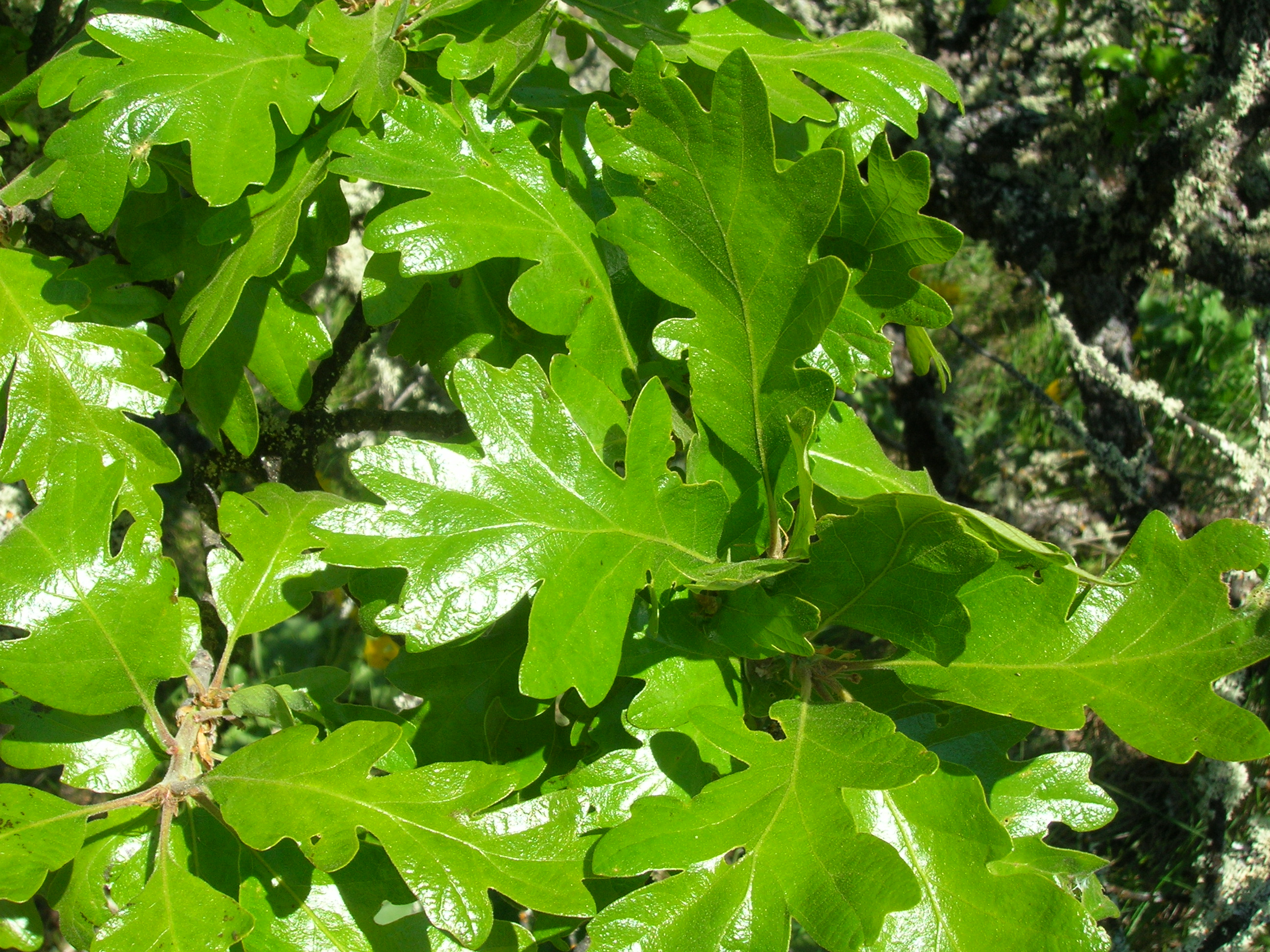
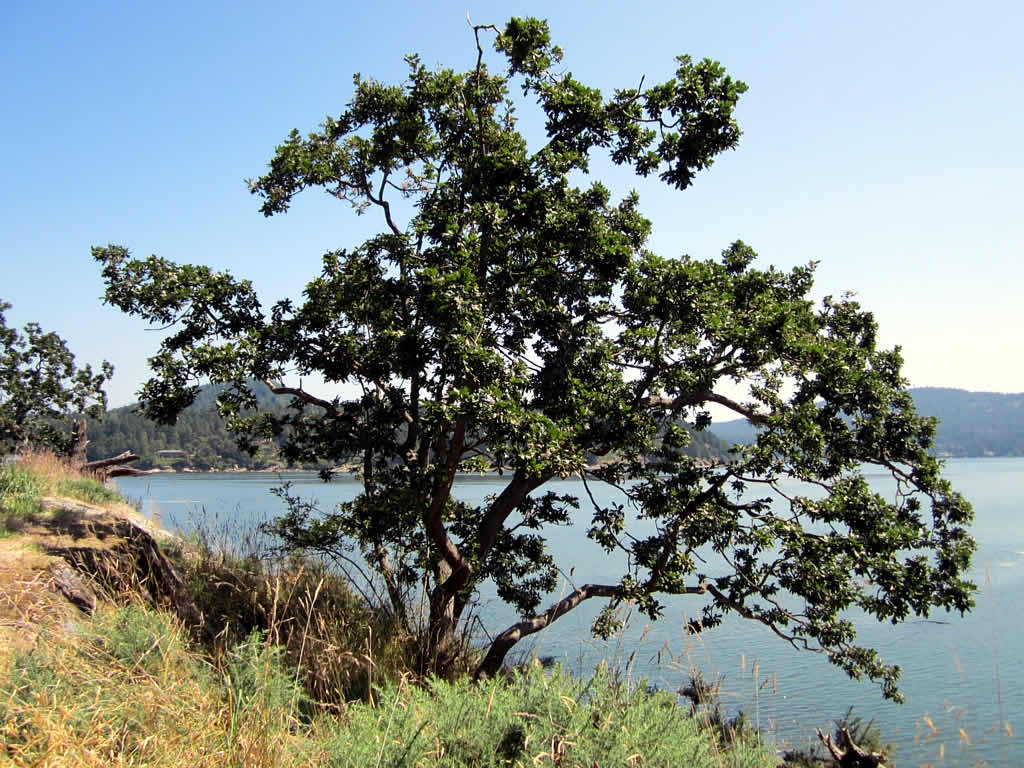